# Тауш (Уфимський район)
Тау́ш (рос. Тауш, башк. Тыуыш) — присілок (у минулому селище) у складі Уфимського району Башкортостану, Росія. Входить до складу Кирилловської сільської ради.
Населення — 55 осіб (2010; 59 в 2002).
Національний склад:
- росіяни — 61 %